# Echimăuți (așezare)
Așezarea de la Echimăuți a aparținut tribului tiverților care avea o origine slavo-română și a fost amplasată în apropierea actualui sat Echimăuți din raionul Rezina (Republica Moldova). Cetățuia a existat între sfârșitul secolului al IX-lea și prima jumătate a secolului al XI-lea.
În timpul săpăturilor s-a constatat că așezarea a fost brusc distrusă ca urmare a unei lupte înverșunate prin asalt în prima jumătate a secolului al XI-lea. Cel mai probabil, aceasta a fost arsă de nomazi (pecenegi sau cumani). Așezarea nu a mai fost reînnoită. Săpăturile efectuate de G.B. Fedorov în anii 1950–52 și 1964 au descoperit o imagine a așezării asediată: scheletele celor căzuți în luptă, diverse vechi arme și urme de incendii. S-au găsit multe obiecte de valoare. Unele dintre ele au fost ascunse de înșiși proprietarii pentru a nu ajunge la inamic, fiind îngropate în pământ, unde au fost descoperite 900 de ani mai târziu.
Cetățuia a fost înconjurată cu un șanț cu o adâncime de aproximativ 4 metri și un vallum. Casele și atelierele erau localizate în panta interioară a așezării, în care era amplasată și o fântână. Principalele ocupații ale populației au fost meșteșugăritul și agricultura. Funcționau acolo o fierărie și un atelier de bijuterie cu unelte și produse finite. S-au găsit obiecte făcute în Bizanț și Asia Centrală. În jurul fortului exista o suburbie, ai cărei locuitori se ocupau în afară de agricultură și cu topirea și prelucrarea fierului. În așezare au fost găsite mai multe elemente similare celor răspândite în Rusia Kieveană, o parte dintre acestea fiind probabil aduse de la Kiev. S-au găsit un număr mare de fusaiole (piese de ax manual) din ardezie roșie, care se extrăgea într-un singur loc în Europa, aproape de Ovruci, în regiunea Volîn (din Ucraina de azi), din care se produceau ace de tors, fiind livrate pe teritoriile slave vecine. S-au găsit și decoruri din bijuterii fine, arme (spade, vârfuri de lance și vârfuri de săgeți), ceramică. 